# Gare de Hanford (Californie)
Pour les articles homonymes, voir Hanford.
La  gare de Hanford est une gare ferroviaire des États-Unis située à Hanford en Californie; Elle est desservie par Amtrak. C'est une gare avec personnel.

## Histoire
Elle est mise en service en 1897.

## Service des voyageurs

### Desserte
- Ligne d'Amtrak[1] :
  - Le San Joaquins: Oakland/Sacramento - Bakersfield